# Albín Dlouhý
Albín Dlouhý (1. března 1884 České Budějovice – 1958) byl český advokát, mezi lety 1923 až 1927 první náměstek starosty a v letech 1927 až 1934 starosta Českých Budějovic.

## Životopis
Albín Dlouhý se narodil 1. března 1884 do rodiny právníka Josefa Františka Dlouhého a jeho manželky Eleonory. Vystudoval gymnázium v Českých Budějovicích a následně úspěšně ukončil v roce 1907 studia práv na české univerzitě Karlo–Ferdinandově.
Dne 16. února 1909 se v Plzni oženil s Annou Školovou.
Od roku 1923 začal působit jako místní politik za stranu Československé strany lidové. Zastával funkci prvního náměstka starosty Bedřicha Krále. Ve volbách 1927 ho v pozici nahradil a stal se starostou města. V době jeho výkonu funkce byla postavena škola v Dukelské ulici, či nová hasičská budova. Jeho činnost rovněž sužovala politická krize, jehož vinou bylo v roce 1934 městské zastupitelstvo rozpuštěno.

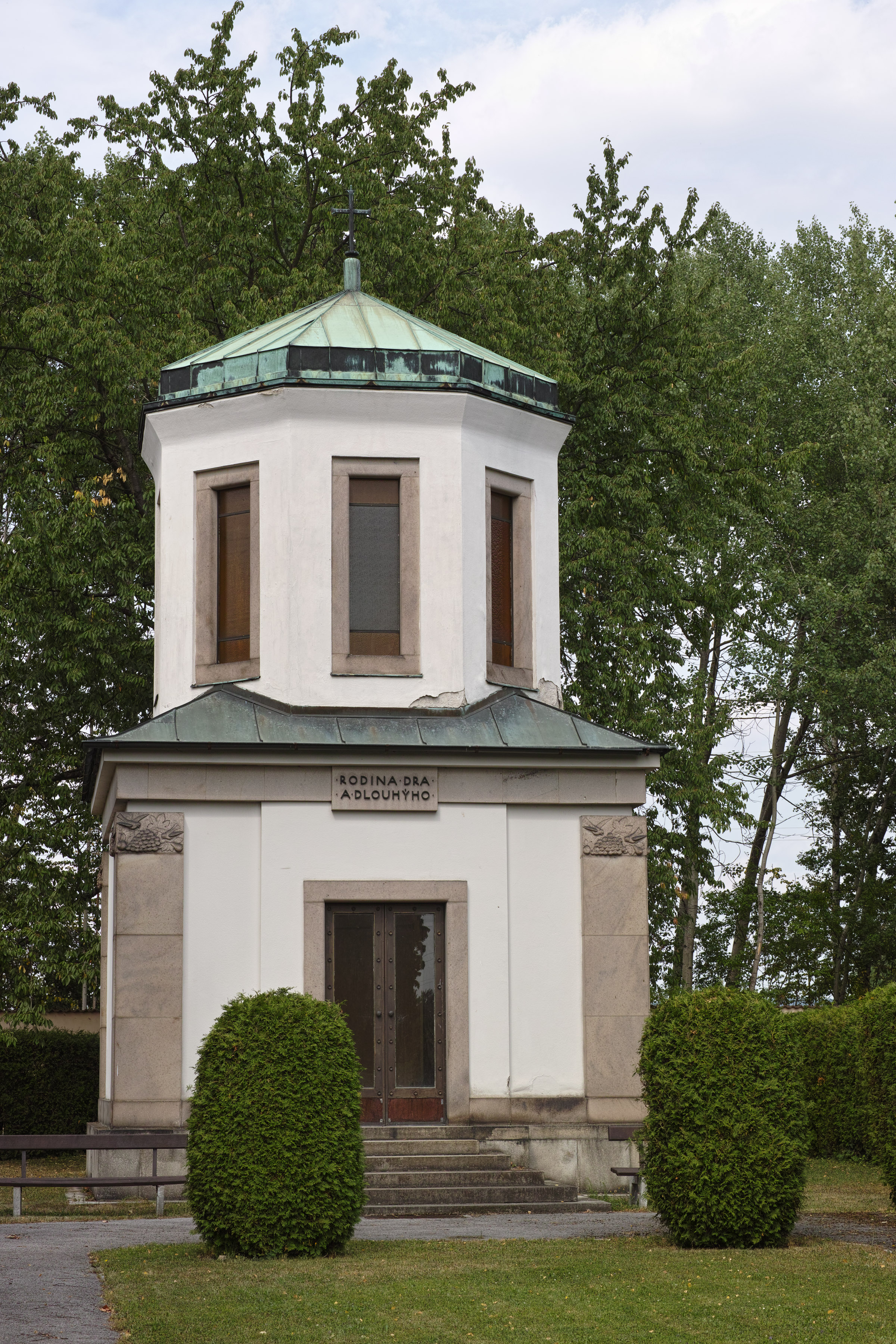
Rodinná hrobka Albína Dlouhého

Zemřel v roce 1958. Pohřben byl ve své vlastní hrobce na hřbitově sv. Otýlie, vybudované v roce 1933 a vysvěcené 23. října 1933.